# مي ياماغوتشي
مي ياماغوتشي (生 芽 生 ياماغوتشي مي، من مواليد 3 فبراير 1983) ، والمعروفة سابقًا باسمها في هاجيمي ، لاعبة فنون قتالية مختلطة يابانية . اسمها السابق يأتي من حركة المصارعة في في 1 أرملوك .

## نشأتها
ولدت ياماغوتشي في طوكيو باليابان في 3 فبراير 1983، ونشأت مع أخت وأخ صغير. أثناء إقامتها في لوس أنجلوس بكاليفورنيا، درست بعض سنوات دراستها الابتدائية قبل أن تعود إلى اليابان بعد وفاة والدتها غير المتوقعة.
بدأت ياماغوتشي في تعلم الكاراتيه أثناء إقامتها في الولايات المتحدة في سن السابعة، متوقة إلى أن تكون مثل جاكي شان. في المدرسة الإعدادية لعبت كرة البيسبول، وخلال الكلية بدأت التدريب على جيو جيتسو البرازيلي. كما درست في الخارج في الولايات المتحدة خلال سنوات دراستها الجامعية التحقت أولاً بالحرم الجامعي الياباني لجامعة تيمبل قبل الانتقال إلى كلية إل كامينو، حيث تخرجت. بعد عودتها إلى اليابان، انضمت إلى بوتوكو كاي. تعمل حاليًا كقائدة لفرع موريشيتا.

## روابط خارجية
- مي ياماغوتشي على موقع شيردوغ (الإنجليزية)